# Pequeños momentos (canción)
Pequeños Momentos es la décima tercera y última canción de A las cinco en el Astoria de La Oreja de Van Gogh.

## Acerca de la canción
A pesar de formar parte del álbum, no se incluyó en el álbum en su forma física, esta canción sólo se puede obtener por medio de iTunes, incluida como regalo en la compra del álbum.

## Videoclip
No se ha confirmado como sencillo del grupo español.
- Datos: Q6072023